# Xã Coloma, Quận Whiteside, Illinois
Xã Coloma (tiếng Anh: Coloma Township) là một xã thuộc quận Whiteside, tiểu bang Illinois, Hoa Kỳ. Năm 2010, dân số của xã này là 11.371 người.